# Remscheider Straße 30

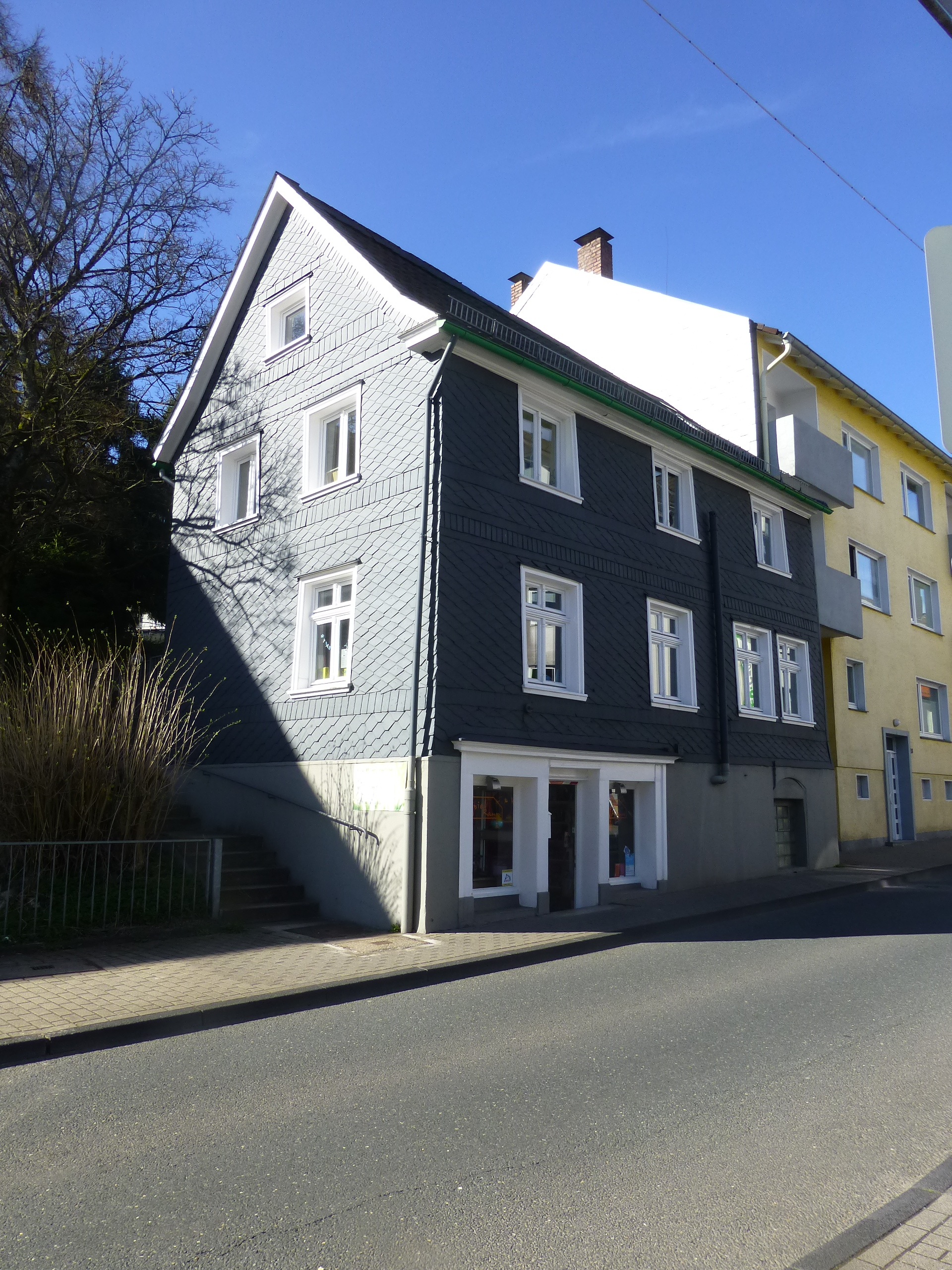
Remscheider Straße 30

Das Wohn- und Geschäftshaus Remscheider Straße 30 ist ein historisches Gebäude in der bergischen Großstadt Wuppertal in Nordrhein-Westfalen.

## Lage und Historie
Das heute denkmalgeschützte Schieferhaus liegt im Stadtbezirk und Ortsteil Ronsdorf (Wohnquartier Blutfinke) an der westlichen Seite der Remscheider Straße. Es ist eines der wenigen Gebäude auf dieser Straßenseite, die beim Luftangriff auf Ronsdorf unversehrt blieben. Der ursprüngliche Bau der nördlich gelegenen katholischen Pfarrkirche St. Joseph wurde hierbei schwer beschädigt und musste später aufgrund von Baufälligkeit abgerissen und durch einen modernen Neubau ersetzt werden. Auch die ehemals praktisch angrenzende Gaststätte Rheinischer Hof steht heute nicht mehr. Etwa 100 Meter weiter südlich sind als Baudenkmale noch das Wohnhaus Remscheider Straße 46 und die ehemalige Preußische Bandwirkerschule sowie in der Talsperrenstraße der Steigerturm Ronsdorf erhalten. Auf der gegenüberliegenden Straßenseite stehen als historische Bausubstanz heutzutage unter anderem noch die ebenfalls denkmalgeschützten Gebäude Remscheider Straße 33 (Gaststätte Zum Bergischen Haus) und die Wohn- und Geschäftshäuser Remscheider Straße 35, 43, 45 und 47. Das ehemalige, in verschieferter Fachwerkbauweise errichtete historische Wohnhaus Remscheider Straße 41 wurde aufgrund lang anhaltenden Sanierungsstaus baufällig und konnte nicht mehr erhalten werden. Es wurde daher aus der Denkmalliste gestrichen, in der Folgezeit gänzlich abgerissen und durch einen Neubau ersetzt.
Auch wenn ein genaues Erbauungsdatum des Hauses Remscheider Straße 30 nicht genau bekannt ist, wird von der unteren Denkmalbehörde der Stadt Wuppertal die Entstehung in die erste Hälfte des 19. Jahrhunderts datiert.

## Beschreibung und heutige Nutzung
Das im Gegensatz zu den benachbarten Gebäuden aus der Nachkriegszeit eher gedrungen wirkende Haus wurde aufgrund der Hanglage auf einem zur Straßenfront hin hoch aufragenden Kellergeschoss errichtet, das heute verputzt und dunkelgrau gestrichen ist. Hier im Kellergeschoss bzw. Tiefparterre befindet sich heute ein Einzelhandelsgeschäft, das zur Straßenfront hin einen eigenen Eingang besitzt, der über eine vom Straßenniveau her leicht absteigende Treppe zugänglich ist und beiderseitig angeordnet jeweils ein kleines Schaufenstern besitzt. Über der Kelleretage wurde das mit einem Satteldach versehene straßenseitig traufständige Haus mit zwei Vollgeschossen in Fachwerkbauweise errichtet. Weder die Schieferverkleidung noch die asymmetrisch zur Straße hin angeordneten Fenster mit ihren Rahmen besitzen nennenswerte Zierelemente. An der Rückseite, wo sich auch der Hauseingang befindet, erstreckt sich ein rechtwinklig angrenzender und ebenfalls verschieferter Anbau.

## Denkmalschutz
Das gesamte Gebäude wurde am 22. November 1994 unter der Nummer 3535 in die Denkmalliste der Stadt Wuppertal eingetragen.